# Paulo Sérgio
Paulo Sérgio, mit vollem Namen Paulo Sérgio Silvestre do Nascimento (* 2. Juni 1969 in São Paulo), ist ein ehemaliger brasilianischer Fußballspieler.

## Karriere

### Vereine
Ab dem neunzehnten Lebensjahr spielte Paulo Sérgio vier Jahre lang bei Corinthians São Paulo. Nachdem er für eine Saison an Grêmio Esportivo Novorizontino ausgeliehen wurde, wechselte er 1993 nach Deutschland zum Bundesligisten Bayer 04 Leverkusen, für den er bis 1997 spielte. Sein Debüt gab er am 7. August 1993 (1. Spieltag) beim 2:2-Unentschieden im Auswärtsspiel gegen den MSV Duisburg, wobei ihm mit dem zwischenzeitlichen 1:1 in der 54. Minute sein erstes Tor gelang. In den 32 Spielen dieser Saison erzielte er insgesamt 17 Treffer.
1997 wechselte Paulo Sérgio nach Italien und spielte zwei Jahre für den AS Rom. Am 31. August (1. Spieltag), beim 3:1-Sieg im Auswärtsspiel gegen FC Empoli, hatte er seinen Einstand. Er absolvierte alle 34 Ligaspiele in der Serie A und erzielte 12 Tore; sein erstes gelang ihm am 23. November (9. Spieltag), beim 2:2-Unentschieden im Heimspiel gegen Vicenza Calcio, ein Doppeltorerfolg am 19. April (30. Spieltag) beim 5:0-Sieg im Heimspiel gegen den Neuling Brescia Calcio. Seinen letzten Einsatz für die Römer hatte er am 23. Mai 1999 (34. Spieltag) beim 4:1-Sieg im Auswärtsspiel gegen Vicenza Calcio. In diesem Spiel erzielte er sein 12. Tor der Saison – gegen den Verein, gegen den er auch sein erstes Tor in Italien geschossen hatte.
1999 wechselte Paulo Sérgio zum FC Bayern München. Borussia Dortmund wollte ihn auch – Paulo Sérgio sagte, dass der BVB das doppelte Gehalt angeboten hätte – doch da hatte er bereits den Münchnern zugesagt. Bei den Bayern spielte er im Sturm oft an der Seite seines Landsmannes Giovane Élber, der aber wesentlich torgefährlicher war. Weitere Spieler der von Ottmar Hitzfeld trainierten Bayern jener Zeit waren Oliver Kahn, Bixente Lizarazu, Stefan Effenberg und Mehmet Scholl.
Am 22. August (2. Spieltag) gab er bei der 0:2-Niederlage bei seinem ehemaligen Verein Bayer 04 Leverkusen seinen Einstand. Mit den Bayern wurde er 2000 und 2001 Deutscher Meister. 2001 gewann er mit den Bayern zudem die Champions League. Im Finale in Mailand wurde er während der Verlängerung in der 108. Minute beim Stand von 1:1 eingewechselt. Beim anschließenden Elfmeterschießen war er der erste Schütze des FC Bayern und verschoss, am Ende behielten die Münchner mit 5:4 jedoch die Oberhand. Im Dezember des Jahres gewann er mit dem FC Bayern in Tokyo den Weltpokal durch einen 1:0-Sieg nach Verlängerung über den Bonarenser Verein Boca Juniors.
2002 wechselte er in die Vereinigten Arabischen Emirate und spielte ein Jahr für den Erstligisten Al-Wahda. 2003 kehrte er nach Brasilien zurück und spielte noch beim EC Bahia. Noch im selben Jahr beendete er seine Fußballerlaufbahn.

### Nationalmannschaft
Paulo Sérgio trug zwischen 1991 und 1994 13 Mal das Trikot der Seleção und erzielte zwei Tore. Sein Debüt gab er am 18. Dezember 1991 in Goiânia beim 2:1-Sieg gegen die Auswahl der Tschechoslowakei.
Mit der Seleção nahm er an der Weltmeisterschaft 1994 in den Vereinigten Staaten teil. Am 24. und 28. Juni kam er in der Vorrunde beim zweiten und dritten Gruppenspiel, beim 3:0-Sieg gegen die Auswahl Kameruns und beim 1:1-Unentschieden gegen die Auswahl Schwedens zu zwei Turnierspielen, an dessen Ende der Weltmeistertitel stand.

## Sonstiges
Kritik schlug ihm am 18. Mai 1996 am (34. Spieltag) beim 1:1-Unentschieden gegen den 1. FC Kaiserslautern entgegen. Beide Vereine spielten gegen den Abstieg. Anstatt, wie es den Gepflogenheiten des Fair Plays entspricht, einen Ball, der vom Gegner wegen eines verletzten Spielers absichtlich ins Aus gespielt worden war, mit dem darauf folgenden Einwurf der gegnerischen Mannschaft zurückzugeben (Kaiserslautern spielte den Ball ins Aus, um die Behandlung eines verletzten gegnerischen Spielers zu ermöglichen), unternahm Sérgio einen Vorstoß auf das Tor von Kaiserslautern. Dieser führte zu einem Tor und sicherte Bayer Leverkusen damit den Verbleib in der höchsten deutschen Spielklasse, während die gegnerische Mannschaft absteigen musste.
Paulo Sérgio war Werbeträger für das Buch „Kraft zum Leben“.

## Weiteres Leben
2008 war er Trainer bei Red Bull Brasil aus Campinas (SP) in der vierten Liga von São Paulo. Von 2013 bis 2015 war er Sportsekretär von Barueri, einer Satellitenstadt von São Paulo. 2014 und 2015 war er Präsentator bei 24 Episoden von Menino de Ouro („Goldjunge“), einer fußballbezogenen Realityshow des Senders SBT. In Alphaville, Barueri, leitet er dieser Tage die Pfingstlergemeinde arena transformado. Seit 2018 ist er regelmäßig als Sportkommentator bei RedeTV! tätig.
Seit 2025 leitet er die Bayer 04 Fußballakademie in São Paulo.

## Erfolge
- Weltmeister 1994
- Brasilianischer Meister 1990
- Weltpokal-Sieger 2001
- Champions-League-Sieger 2001
- Deutscher Meister 2000, 2001
- DFB-Pokal-Sieger 2000
- Ligapokal-Sieger 1999, 2000

## Auszeichnungen
- Torschütze des Monats November 1996,[4] September 1999,[5] Mai 2000[6]
- Torschützenkönig des DFB-Hallenpokals: 1995
- Bester Spieler des DFB-Hallenpokals: 1995